# Ljuta (kod Konjica)
Ljuta je naseljeno mjesto u općini Konjic, Federacija Bosne i Hercegovine, BiH.

## Stanovništvo
Nacionalni sastav stanovništva 1991. godine, bio je sljedeći:
ukupno: 76
- Muslimani – 33
- Srbi – 32
- Hrvati – 8
- Jugoslaveni – 3

### 2013.
Nacionalni sastav stanovništva 2013. godine, bio je sljedeći:
ukupno: 32
- Bošnjaci – 26
- Hrvati – 4
- Srbi – 2